# Shigeru Fukudome
Shigeru Fukudome (福留 繁, Fukudome Shigeru, né le 1er février 1891 – mort le 6 février 1971) a été un vice-amiral de la Marine impériale japonaise pendant la Seconde Guerre mondiale. Il a été chef d'état-major de la flotte combinée auprès de l'amiral Yamamoto (1939-1941), puis de l'amiral Koga (1943-1944). Comme commandant en chef de la 2e flotte aérienne , fin 1944, il a ordonné les premières attaques-suicides de kamikaze.

## Carrière

### Avant la guerre du Pacifique
Né à Yonago, dans la préfecture de Tottori, Shigeru Fukudome est diplômé dans la 40e promotion de l'Académie navale impériale du Japon en 1912, classé 8e sur 144 cadets. Comme midship (Shōi Kōhosei) , il a servi sur le croiseur protégé Soya (ex-russe Varyag), sur le croiseur cuirassé Izumo et sur le cuirassé pré-dreadnought Satsuma. Comme enseigne de vaisseau (Shōi et Chūi), de 1913 à 1918, il est affecté au cuirassé Hizen (ex-russe Retvizan) et au pré-dreadnought Kashima. Après avoir suivi les cours de l'école de torpillage et de l'école de canonnage, il a servi sur le patrouilleur de défense côtière Manshu puis sur le croiseur Chitose. Promu lieutenant de vaisseau (Daii), il se perfectionne en navigation, et est affecté sur le destroyer de 2e classe Sakura, puis comme officier de navigation sur le croiseur protégé Niitaka. Il est ensuite affecté comme officier chargé de l'équipement, puis comme officier de navigation sur le pétrolier Kamoi, pendant un voyage aux États-Unis en 1922. À son retour, il est affecté à l'état-major de la 1re Flotte et exerce des fonctions d'instructeur à l'Académie navale impériale.
Promu capitaine de corvette (Shōsa) en 1924, il suit les cours de la 24e session de l'École de guerre navale dont il est diplômé “avec honneur” en 1926. Il passe un an comme officier de navigation sur le croiseur cuirassé Iwate. Il rejoint l'État-major général de la Marine pour trois ans (il est promu capitaine de frégate (Chusa) en 1929), puis sert pendant deux ans comme officier d'état-major au bureau du personnel du Ministère de la Marine. Il effectue en 1932-33 un voyage aux États-Unis et en Europe, et est promu capitaine de vaisseau (Daisa) en 1933. Après un an à l'état-major de la flotte combinée, il passe quatre ans à l'État-major général, comme chef de la 2e puis de la 1re section du 1er Bureau (section des opérations). Il est alors nommé vice-chef d'état-major de la flotte de la zone de Chine, et à l'état-major de la 3e Flotte. Il exerce de novembre 1938 à novembre 1939, le commandement du Nagato. Il est promu contre-amiral le 15 novembre 1939.
Il est aussitôt nommé chef d'état-major du commandant en chef de la flotte combinée, l'amiral Yamamoto et est un des premiers à qui l'amiral Yamamoto s'est ouvert, en mars ou avril 1940, de son idée d'attaque surprise de la base de la flotte américaine du Pacifique. Il est associé à la préparation de cette attaque de Pearl Harbor

### Pendant la guerre du Pacifique

#### Chef d'état-major de la Flotte Combinée, auprès de l'amiral Koga
Le contre-amiral Fukudome retrouve en avril 1941 l'État-major général de la Marine, comme chef du 1er Bureau (division des opérations). Il y prépare l'attaque de la liaison entre les îles d'Hawaï et l'Australie, qui va conduire à la bataille de la mer de Corail et à la campagne de Guadalcanal. Il est promu vice-amiral le 1er novembre 1942. En avril 1943, la chasse américaine abat les avions de l'amiral Yamamoto, qui est tué, et de son chef d'état-major, le vice-amiral Ugaki qui est grièvement blessé. L'amiral Koga qui succède à l'amiral Yamamoto, fait appel au vice-amiral Fukudome pour reprendre la fonction de chef d'état-major de la flotte combinée.

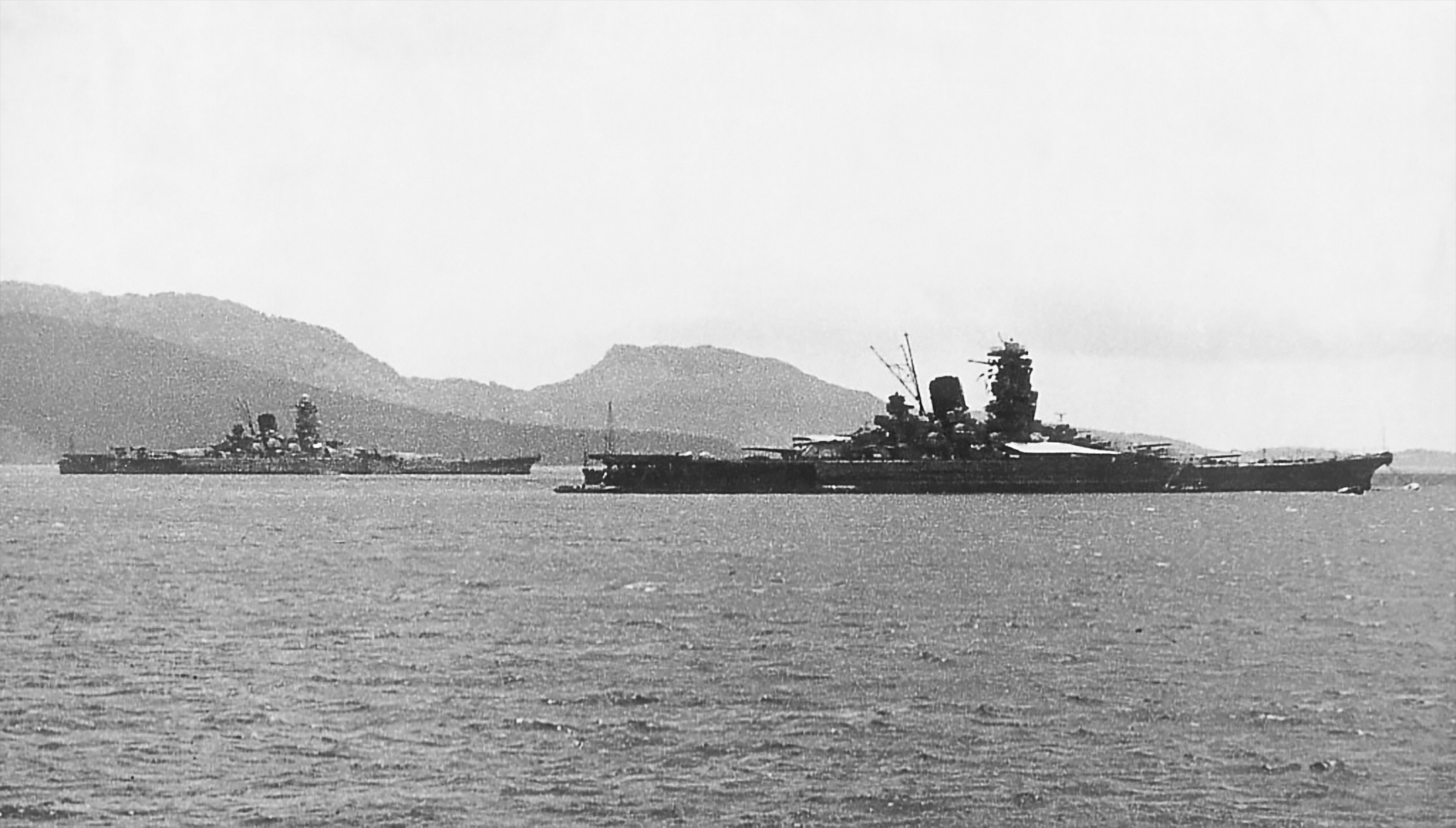
Les deux cuirassés géants Yamato et Musashi, au mouillage dans le lagon de Truk, en 1943

L'amiral Koga demeure un adepte de la recherche de la « bataille décisive », mais à l'été de 1943, au début de la campagne des îles Salomon, les combats n'opposent principalement que des unités légères. À l'automne, les tentatives d'interception des forces aéronavales qui effectuent des raids dans le Pacifique central, contre les îles Marshall et l'île de Wake sont infructueuses. La double offensive de la Marine américaine, dans l'archipel des Salomon et dans le Pacifique central (Campagne des îles Gilbert et Marshall) entraine des bombardements qui vont, de fait, priver la Marine impériale japonaise de ses très importantes bases de Rabaul (novembre 1943) et de Truk, le “Gibraltar du Pacifique” (février 1944). Les grands bâtiments sont basés plus à l'ouest dans les Palaos
Au cours de l'année 1942, l'aéronautique navale japonaise a perdu en six mois (de mai à octobre), au cours de quatre batailles aéronavales, la moitié de son personnel volant embarqué, les deux tiers de ses porte-avions d'escadre (quatre sur six) et de ses porte-avions légers (deux sur trois). Dans ses fonctions précédentes (commandant en chef du district naval de Yokosuka), l'amiral Koga avait eu en charge le suivi de la formation des nouveaux personnels volants de l'aviation embarquée, ce qui n'allait pas sans difficultés. Il lui fallait maintenant définir de nouvelles tactiques d'emploi des forces aéronavales, en tenant compte des faiblesses de la Marine impériale, alors que la flotte du Pacifique américaine recevait les premiers éléments de ce qui allait devenir la Fast Carrier Task Force,.
Pour pallier la faiblesse, que l'on veut croire temporaire, de l'aviation embarquée, l'idée du haut commandement japonais a été de s'appuyer sur l'aviation navale basée à terre. Une nouvelle 1re flotte aérienne, aux ordres du vice-amiral Kakuta, dont le QG est dans les îles Mariannes, à Tinian, a été créée dans ce but, dès le 1er juillet 1943. À l'automne, un nouveau concept est apparu, celui de la “zone de défense nationale absolue”, selon lequel les Îles Kouriles, les Îles Bonin (dont fait partie Iwo Jima), les Îles Mariannes, les Îles Carolines, l'île de Biak, les îles de la Sonde et la Birmanie constituent autant de porte-avions insubmersibles. Une nouvelle organisation des forces navales est décidée en mars 1944, substituant à la flotte combinée une nouvelle grande unité opérationnelle, la flotte mobile, intégrant mieux les porte-avions, les cuirassés et les grands croiseurs au lieu de les séparer en flottes distinctes. De nouvelles unités vont bientôt rejoindre la flotte, les deux porte-avions légers de la classe Chitose, et le grand porte-avions “blindé” Taihō. Après que les cuirassés et les croiseurs lourds se sont repliés jusqu'au mouillage des îles Lingga, à proximité de Singapour, la flotte mobile va se rassembler en mai au mouillage de Tawi-Tawi, en mer de Sulu, au nord-est de Borneo.
Le 31 mars 1944, parti des Palaos où se trouve alors basé le gros de la flotte, au cours d'une tournée qui doit permettre de présenter aux commandements subordonnés ces nouvelles orientation rassemblées dans un “Plan Z”, l'hydravion de l'amiral Koga disparait dans une tempête tropicale et celui du vice-amiral Fukudome, qui l'accompagnait, s'écrase à l'amerrissage près de Cebu. Le vice-amiral en réchappe mais il est fait prisonnier par des partisans philippins, qui le rendent aux Japonais, au bout de dix jours, pour faire cesser les exactions des troupes qui le recherchent. Une commission d'enquête de la Marine l'exonère de ne pas s'être suicidé pour éviter d'être fait prisonnier, au motif qu'il était aux mains de partisans et non pas prisonnier de troupes régulières.

#### Commandant en chef de la2eflotte aérienne
Remplacé par le vice-amiral Ryūnosuke Kusaka comme chef d'état-major de la flotte combinée, il est nommé le 15 juin 1944, à la tête de la 2e flotte aérienne basée sur Kyūshū-Okinawa-Formose mais dont le QG est à proximité de Tokyo. Au début octobre, le QG est déplacé à Formose. Deux cents appareils de l'armée qui s'y trouvaient déjà y sont rattachés, ils s'ajoutent aux cent appareils de la Marine qui constituaient l'effectif initial.
Au cours de la première quinzaine d'octobre, les combats avec l'aviation de la IIIe flotte de l'amiral Halsey sont violents ; l'amiral Nimitz parle de « meilleure semaine de succès depuis le début de la guerre » et la propagande japonaise de « victoire de Formose aussi grande que le coup porté à la flotte tsariste russe à la bataille de la mer du Japon, il y a quarante ans ». Finalement, il y eut un plus de 800 appareils japonais détruits, pour une centaine d'avions perdus et 70 tués américains. Le 22 octobre, le vice-amiral Fukudome transfère le QG de la 2e flotte aérienne à Manille, et 450 appareils atterrissent les jours suivants à Clark Field pour renforcer la 1re flotte aérienne du vice-amiral Ōnishi.

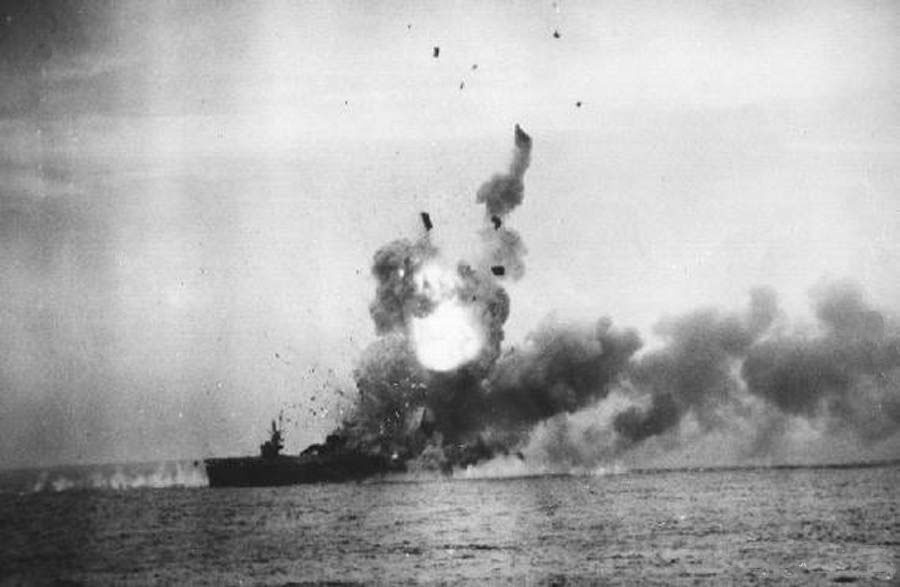
L'USS St.Lo a été le premier bâtiment de l'US Navy coulé par une attaque d'avion-suicide, le 25 octobre 1944.

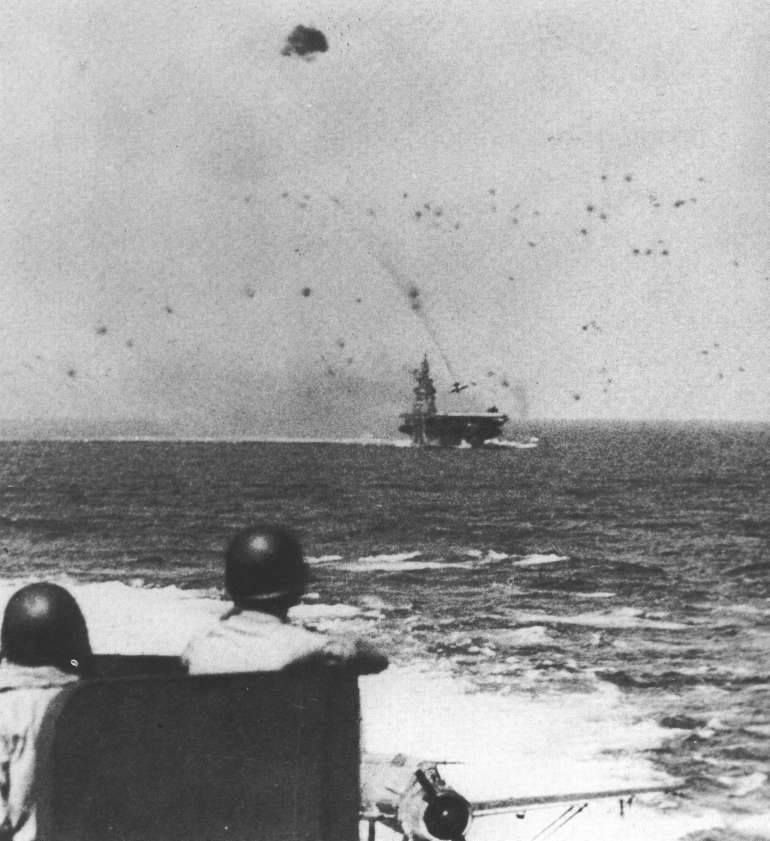
Un kamikaze va frapper l', le 25 novembre 1944.

Trois jours plus tard, le 25 octobre, les vice-amiraux Ōnishi et Fukudome, connaissant la mission sacrificielle de la flotte, ont pensé qu'il leur fallait agir avec autant de détermination et d'esprit de sacrifice et ils ont décidé d'engager la force spéciale d'attaque (Tokkōtai), plus connue sous l'appellation de Kamikaze,. Au cours de la bataille au large de Samar, les porte-avions d'escorte de la VIIe flotte qui n'étaient pas sous le feu des navires de surface japonais ont été, dès avant 8 h, les premières cibles (USS Sangamon, USS Suwannee, USS Santee, USS Petrof Bay). Puis les porte-avions d'escorte qui affrontaient les cuirassés et croiseurs lourds japonais ont été attaqués à leur tour vers 10 h 45, et dès 11 h, l'USS St. Lo était si endommagé qu'il fallut l'abandonner. Il a coulé à 11 h 25,.
Ces attaques-suicides se sont poursuivies, principalement, au moment du débarquement de Lingayen, au nord de Luçon.

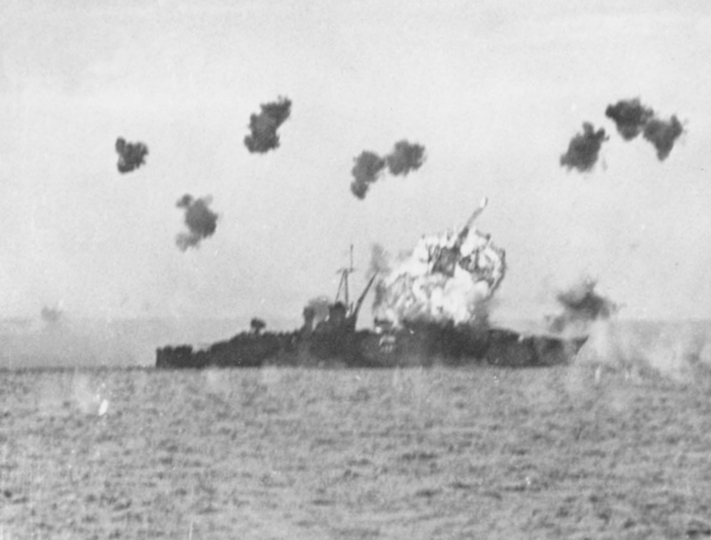
L'USS Louisville touché par un kamikaze, le 6 janvier 1945.

Après l'USS Intrepid, gravement endommagé le 25 novembre, c'est le porte-avions d'escorte USS Ommaney Bay, le 4 janvier en mer de Sulu, qui est coulé par une attaque-suicide. En route vers le golfe de Lingayen, le 5 et le 6 janvier, le cuirassé USS New Mexico, et le croiseur lourd USS Louisville ont été atteints par des attaques de kamikaze, au cours desquelles deux amiraux ont été tués sur la passerelle du croiseur.

#### Commandant en chef de la zone de la10eflotte
En janvier 1945, la 2e flotte aérienne, très affaiblie, a été dissoute, et ses éléments intégrés dans la 1re flotte. Le vice-amiral Fukudome a été placé à la tête de la zone de la 10e flotte. Il s'agissait d'un démembrement de la zone du Pacifique sud-ouest, dès lors que les combats aux Philippines rendaient difficile l'exercice du commandement depuis Manille sur les secteurs de la Malaisie, de l'Insulinde et de la Birmanie. Pour la première (et seule) fois la désignation de la zone n'a pas été faite selon la géographie, mais selon les forces qui devaient y opérer. Le vice-amiral Fukudome a pris son commandement à Singapour le 16 janvier. Ses moyens consistaient principalement à cette époque en la 13e flotte aérienne, avec 450 appareils, principalement d'entrainement, et la 1re flotte expéditionnaire du Sud (les deux croiseurs lourds restants opérationnels de la 5e division de croiseurs, Ashigara et Haguro aux ordres du contre-amiral Hashimoto, et quelques unités légères). Deux croiseurs lourds Myōkō, et Takao, gravement endommagés, se trouvaient, quant à eux, immobilisés à Singapour. Pratiquement coupé du Japon, avec les capacités réduites de l'arsenal de Seletar, bombardé et incapable de réparer les grands bâtiments avariés, le vice-amiral Fukudome a vu ses faibles capacités d'intervention encore fortement réduites avec la perte du Haguro, à la bataille du détroit de Malacca le 16 mai 1945, et de l'Ashigara torpillé par le sous-marin britannique HMS Trenchant dans le détroit de Bangka le 8 juin 1945. À la fin de juillet 1945, les Britanniques ont mené une attaque avec des sous marins nains, qui ont encore aggravé les avaries du Takao.
Après la capitulation japonaise, Fukudome a été interrogé, du 9 au 12 décembre 1945, par le contre-amiral Ralph A. Ofstie (en) de l'U.S. Navy. En plus de sa coopération dans les interrogatoires avec les Américains, Fukudome s'est vu confier par les Britanniques la prise en charge du rapatriement des nationaux japonais depuis la zone de Singapour. Néanmoins, en dépit de la considération des officiers américains et britanniques due à son attitude et son comportement, une fois la tâche du rapatriement accomplie, Fukudome a été arrêté par les Britanniques à l'instigation de procureurs américains. Accusé de crime de guerre, il a été jugé par un tribunal militaire à Singapour en relation avec l'exécution, pendant son commandement à Singapour, de deux aviateurs américains dont les avions avaient été abattus. Il a été jugé coupable de négligence dans l'exercice de ses obligations, et incarcéré.
À la suite de sa libération en 1950, Fukudome est devenu membre d'une commission de douze personnes pour donner son avis au Gouvernement japonais sur l'organisation des Forces japonaises d'autodéfense avant sa mort en 1971. Il est enterré au cimetière de Tama à Fuchū, en dehors de Tokyo.